# 通信品位法230条
通信品位法230条（つうしんひんいほう230じょう、英: Section 230）は、プロバイダ免責を定めたアメリカ合衆国の連邦法律である。インターネット黎明期であった1996年2月8日、オンライン上でのわいせつ画像等の流布を禁じる米国通信品位法（Communications Decency Act, CDA）の一部として制定されたものの、米国最高裁判所が1997年6月26日にこれを違憲と判断したため、現在の形に大幅改正された。
これは現状としてソーシャルメディアの言論維持を担保するセーフ・ハーバー・ルール (免責条項) となっており、プラットフォーマーがユーザーの不適切な投稿を放置しても免責される法的根拠となっている。そのため英語圏では、ネット産業の発展を許した法律として「インターネットを生み出した26ワード」と呼ばれるなど、通信品位法230条はオンラインプラットフォームを形作る上で最も重要な法律であり続けている。

## 歴史
通信品位法230条は、ユーザーが投稿したコンテンツに対するプラットフォーマーの免責事項を定めた法律である。プラットフォーマーはこの法律があることで、一定の基準や要件を満たしているかぎり、第三者の投稿によって法的責任を恐れることなく、さまざまなコンテンツをホストできる。これによりアメリカ合衆国ではGoogle、YouTube、Facebook、Twitter、4chan、Reddit、5ちゃんねるなど世界を代表する巨大プラットフォームの誕生と成長につながっていった。

### 成立
この法律が制定されるに至った経緯は、1996年に成立した旧通信品位法（CDA）が違憲と判断されたことに由来する。
当初、通信品位法は、有害なオンラインコンテンツから未成年者を保護することを目的として制定されたが、未成年者に対して「わいせつ」「下品」「暴力的」「明らかに不快」なコンテンツを表示できることも違法とする条項が含まれており、これは対象が非常に広範にわたるものであったことから「アメリカ合衆国憲法修正第1条の言論の自由を侵害する恐れがある」として広く批判を浴びた。
1997年には、ネットワーク関連企業や市民グループのアメリカ自由人権協会が、通信品位法を「表現の自由」を侵害するものとして、米国政府を相手取った訴訟を起こした（レノ対アメリカ自由人権協会事件）。最終的に米国最高裁判所は「インターネットは意見交換のための貴重な場であり、通信品位法は、アメリカ合衆国憲法修正第1条における言論の自由の保障に違反している」と判断し、通信品位法を違憲とした。これは結果としてオンラインのコンテンツ規制に関する、画期的かつ最初の最高裁判決となった。
レノ対アメリカ自由人権協会事件の裁判要旨は、次の通りである。
通信品位法の明らかに不快な、またはみだらな表現を制限する条項は違憲であり、執行不能である。それらの表現は合衆国憲法修正第1条によって保護されており、通信品位法の条項は実質的に過大である。インターネットは、印刷機を用いるメディアと同じように完全な保護を受ける権利がある。放送メディアの政府規制を正当化する特別な要因は適用されない。—アメリカ合衆国憲法修正第1条; 合衆国法典第47編第223条 47 U.S.C. § 223

### サイバースペース独立宣言
1996年2月8日、前日に可決された通信品位法に反発したジョン・ペリー・バーロウによって「サイバースペース独立宣言（電脳空間独立宣言）というサイバースペース上での無制限の表現の自由を謳ったマニフェストが提唱された。
これはアメリカ西海岸で勃興したヒッピーカルチャーとヤッピーの経済自由放任主義が合流した、リバリタリアン的なユートピア思想であり、カリフォルニア・イデオロギー (en) とも呼ばれている。また、この宣言はオンラインにおける反表現規制運動（近年は「表現の自由戦士」とも揶揄される）の先駆けになった。
その後、表現の自由に対する萎縮が懸念され、通信品位法は違憲となった。その結果、ほぼ無制限の言論の自由を認めた230条が規定された。以後、プラットフォーム管理者は第三者の発言や投稿に責任を負わず、オンライン空間では憎悪表現が蔓延することになる。

### 論争

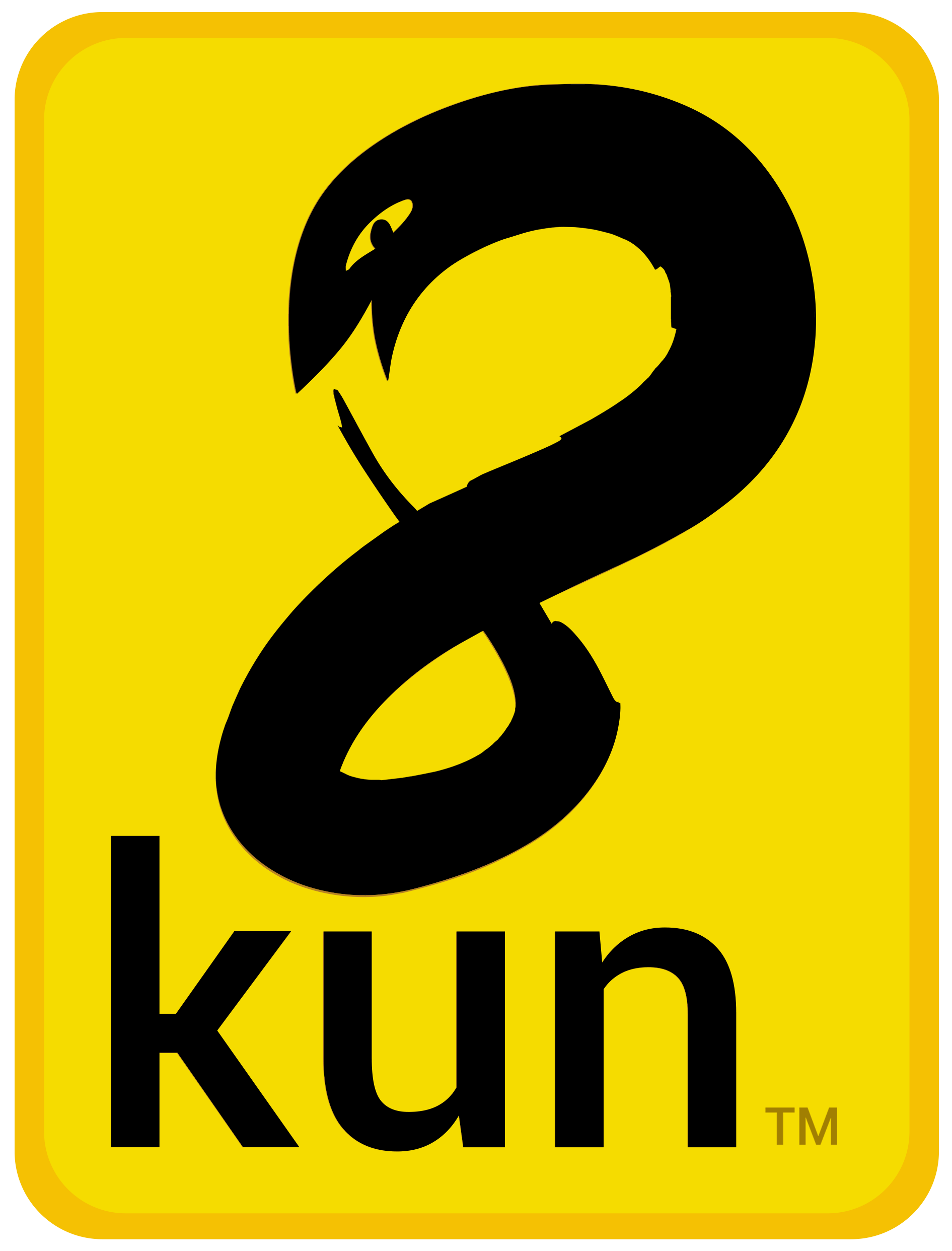
英語圏の匿名掲示板「8kun」は、Qアノン陰謀論を拡散し、米連邦議会襲撃を扇動したとされる。ちなみに前身の8chanは「ヘイトの肥溜め」「一線を越えた」としてCloudFlareからサービスを強制的に打ち切られた。

もし通信品位法230条がなければ、プラットフォーマーはユーザーが投稿したすべてのコンテンツを監視し、法的責任につながる恐れのあるコンテンツを削除する義務を負う。これは表現の自由を委縮させるリスクがあり、旧通信品位法が違憲と判断されて以来、ほとんど改正されてこなかった。
ところが2010年代以降、4chanや8chan（現・8kun）などのオンラインプラットフォームが、憎悪表現・嫌がらせ・偽情報・陰謀論・ホームグロウンテロの煽動の拡散に利用されることが増えたため、230条の改革や撤廃を求める声が上がっている。ジョー・バイデン政権は多発する差別的なヘイトクライムの背景には、ほとんど規制が存在しないプラットフォームの影響もあるとして、230条の撤廃を主張している。
一方、法改正が意図しない結果をもたらし、表現の自由を抑圧するというプラットフォーマー側の主張も根強い。たとえばゴンザレス対Google裁判では、通信品位法230条を支持するMetaやTwitter、Microsoftが、米最高裁に意見書を提出し、YouTubeに法的責任があるとする判決が出た場合、現代のインターネットを根底から脅かす悲惨な結果につながると主張している。

### 改正法案
2023年6月、米上院で民主党と共和党の超党派が、ソーシャルメディア等に投稿されたコンテンツに対してプラットフォーマーの免責を定める同条項の適用について、人工知能が作成したコンテンツに関しては例外とする法案を発表した。ディープフェイクへの対処を念頭に置いたものとみられる。